# Смирнов, Сергей Иванович (художник, 1954)
Серге́й Ива́нович Смирно́в (род. 1954, Ленинград) — советский и российский художник. Заслуженный художник Российской Федерации (2002). Окончил Московский государственный академический художественный институт имени В. И. Сурикова, в настоящее время — преподаёт живопись и композицию в этом институте.
В 1982—1985 прошёл стажировку в Творческой мастерской живописи Академии художеств СССР.

## Творческая деятельность

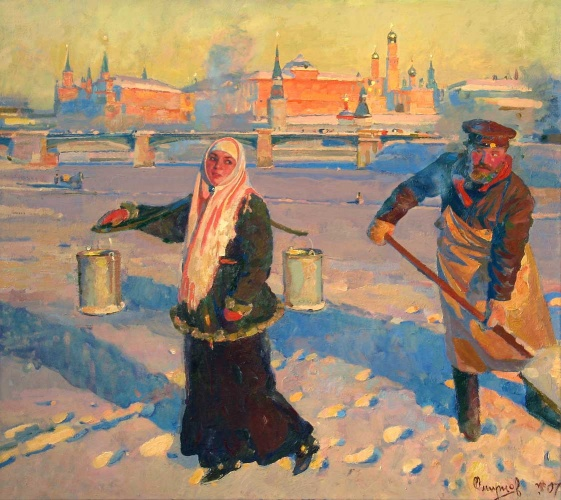
Крещенские морозы

В творчестве Сергея Смирнова присутствуют элементы романтизма, историзма и академизма. Основные темы работ художника — городские пейзажи Москвы, русские праздники и быт начала XX века, пейзажи Подмосковья и русского севера.
Входит в ассоциацию художников «Русский Мир», объединяющую современных представителей классического направления русской живописи, продолжающих и развивающих традиции В. И. Сурикова, В. М. Васнецова, А. А. Иванова.
Выставки творческого объединения «Русский мир» проходили в Москве 2002—2004, Мюнхене 2006, Ватикане 2007.
Работы С. И. Смирнова находятся в музейных собраниях и частных коллекциях России, Германии, Англии, США, Франции, Швейцарии.

## Объединение «Русский Мир»
В состав творческого объединения «Русский Мир» входят художники:
- Николай Анохин
- Сергей Смирнов
- Илья Каверзнев
- Николай Третьяков

## Ссылки

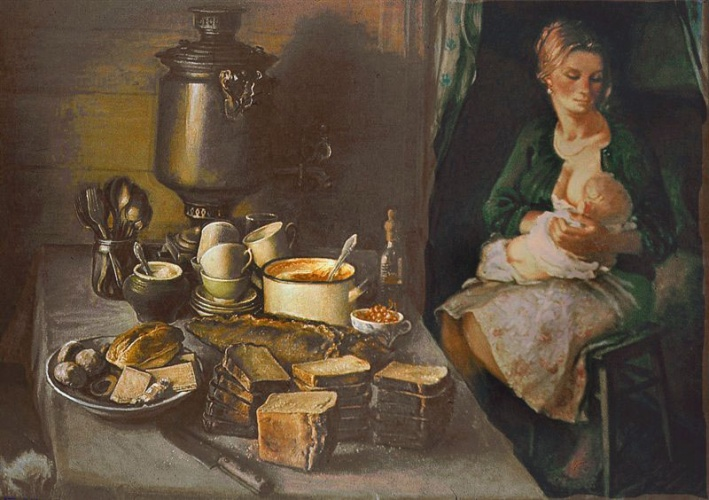
Дома. Самовар на столе. 1981

## Галерея

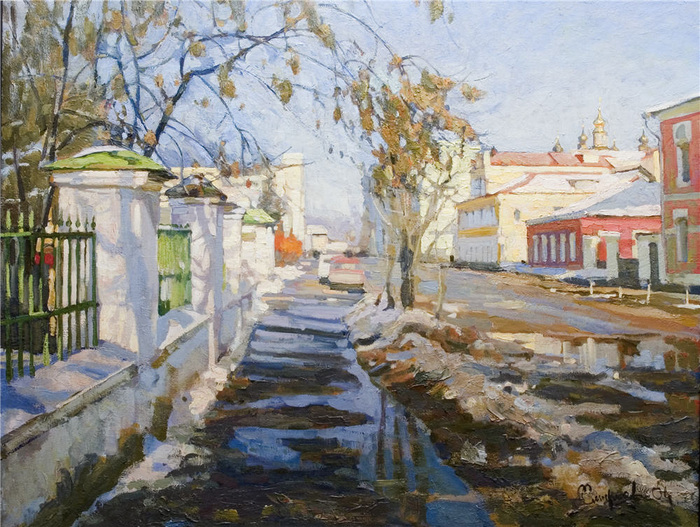
Март в Замоскворечье. 2003
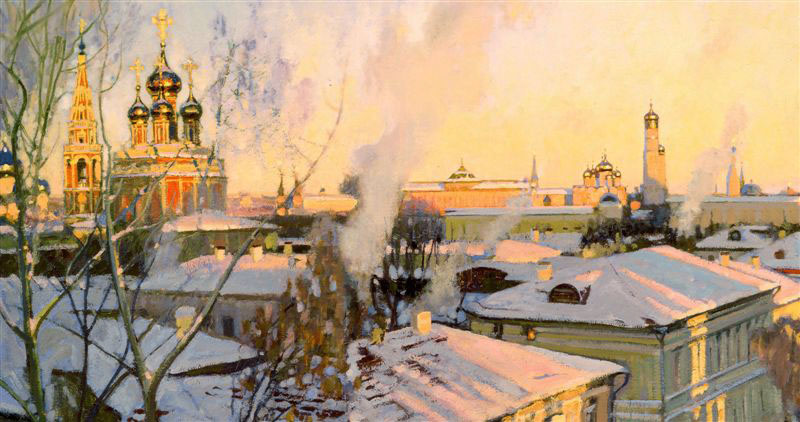
Москва. Звенит занимается день. 1997
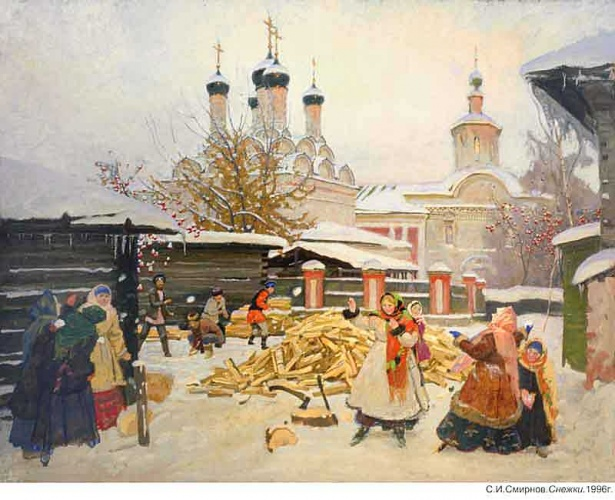
Снежки. 1996
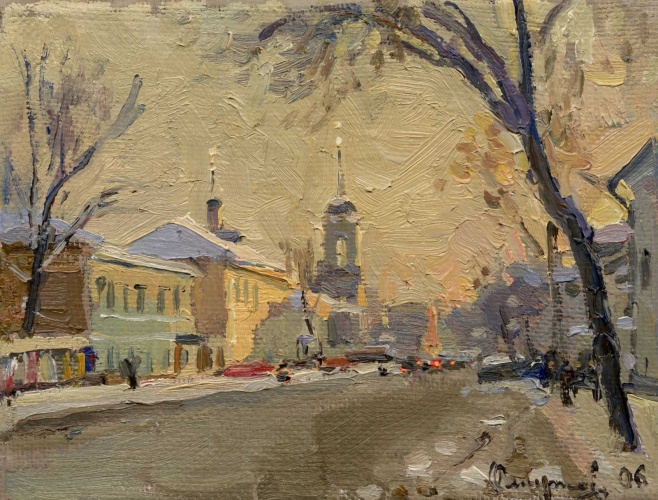
Вечер на Большой Ордынке. 2006
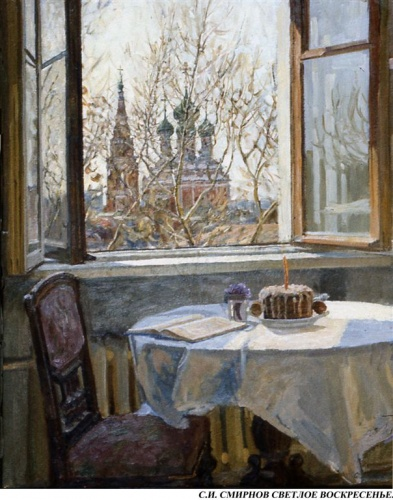
Светлое воскресение. 1998
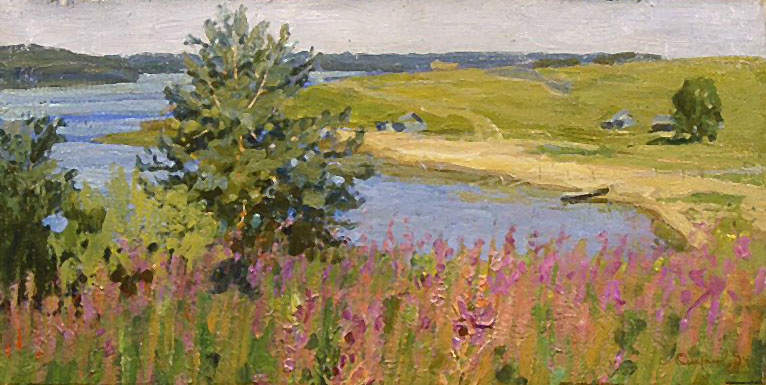
Макушка лета. 1996
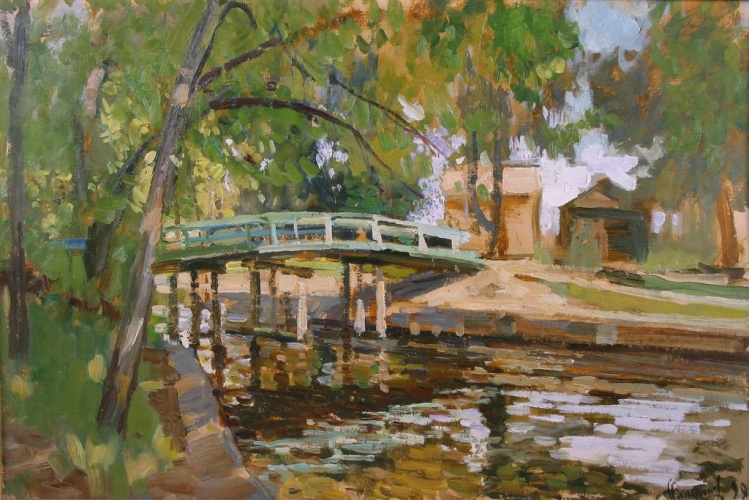
Мостик в Вышнем Волочке. 1998
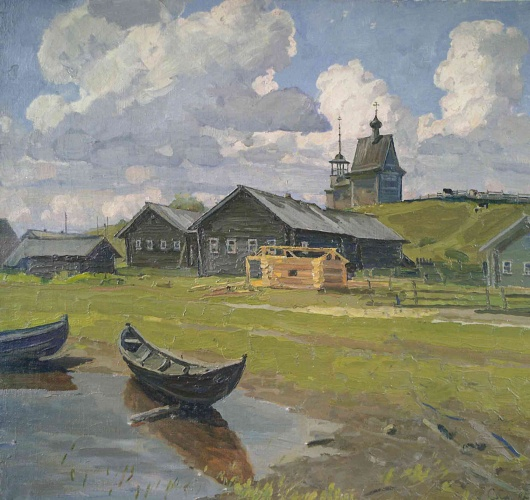
Село Вершинино. 2002